# Somrak (film, 2008)
Somrak je film, ki je bil posnet po istoimenskem romanu pisateljice Stephenie Meyer. Film govori o Isabelli Swan (ki jo igra Kristen Stewart) in fantu Edwardu Cullenu (Robert Pattinson).

## Vsebina
Zgodba se začne, ko se 17-letna Bella Swan preseli k očetu v mesto Forks in začne hoditi v novo šolo. Tam spozna svojega sošolca, skrivnostnega in privlačnega [[Edward Cullen|Edwarda Cullena]. Edward je omamno zapeljiv, hkrati pa pretresljivo zastrašujoč. Ima tudi nekaj bolj nenavadnih lastnosti: njegova koža je bleda in ledeno hladna, njegove oči so včasih karamelno zlate barve in včasih temno rjave, nikdar ne je in ne pije, nikoli ne stopi na sonce.Od leta 1918 se sploh ni postaral! Edward in njegova družina so namreč [[vampirji. Bella se zaljubi, kljub njegovemu nenavadnemu obnašanju. Bella (Isabella Swan) s pomočjo prijatelja Jacoba Blacka odkrije, da je Edward vampir. Bellin novi fant pa ima tudi nenavadno sposobnost, ki prav Belli ne deluje - lahko bere misli.
Cullenovi živijo nekakšno vegetarijansko verzijo vampirskega življenja (pijejo le živalsko kri), a Edward se kljub temu boji, da mu bo njegova vampirska narava ušla izpod nadzora in bo Bello, ljubezen svojega življenja ubil. Ko pa nomadski vampir James  (James, Victoria,Laurent) začnejo loviti Bello, morajo Cullenovi hitro in ostro reagirati, da bi zaščitili novo članico svoje družine. Na koncu Jamesa ubijejo, Victoria pa je odločena maščevati svojega prijatelja.

## Igralska zasedba

### Vloge
Glavne vloge so dobili:
- Kristen Stewart........Isabella »Bella« Swan
- Robert Pattinson.......Edward Cullen
- Billy Burke............Charlie Swan
- Ashley Greene..........Alice Cullen
- Nikki Reed.............Rosalie Hale
- Jackson Rathbone.......Jasper Hale
- Kellan Lutz............Emmett Cullen
- Peter Facinelli........Dr. Carlisle Cullen
- Elizabeth Reaser.......Esme Cullen
- Cam Gigandet...........James
- Taylor Lautner.........Jacob Black
- Edi Gathegi............Laurent
- Anna Kendrick..........Jessica Stanley
- Michael Welch..........Mike Newton
- Christian Serratos.....Angela Webber
- Gil Birmingham.........Billy Black
- Rachelle Lefevre.......Victoria
- Justin Chon............Eric Yorkie
- Gregory Tyree Boyce....Tyler Crowley
- Jose Zuniga............Mr. Molina
- Ned Bellamy............Waylon Forge
- Catherine Grimme.......Mlada Bella
- Sarah Clarke...........Renée Dwyer
- Katie Powers...........Natakarica